# IPhone 5s
L'iPhone 5s appartiene alla settima generazione di smartphone sviluppati dalla Apple Inc. ed è successore dell'iPhone 5.
È stato presentato al keynote del 10 settembre 2013, assieme all'iPhone 5c. Questo dispositivo è molto simile al suo predecessore (così come successo per il modello 3GS con il 3G, e il modello 4S con il 4) e si differenzia, non solo per il naturale aggiornamento delle componenti hardware, ma anche per il nuovo tasto home con il Touch ID, un tasto fisico su cui è stato integrato un sensore capacitivo per il rilevamento delle impronte digitali. Grazie ad esso, l'utente sarà in grado di sbloccare il terminale semplicemente appoggiando il dito (riconosciuto e registrato in precedenza) su di esso. L'iPhone 5s è il primo prodotto Apple a includere questa nuova tecnologia ed è il primo smartphone al mondo a utilizzare una CPU a 64 bit.
È stato disponibile in tre colorazioni: grigio siderale, argento e oro.

## Software e hardware
| Colorazioni | Colorazioni     | Colorazioni | Colorazioni |
| Nome        | Nome            | Fronte      | Antenna     |
| ----------- | --------------- | ----------- | ----------- |
|             | Grigio siderale | Nero        | Grigio      |
|             | Argento         | Bianco      | Bianco      |
|             | Oro             | Bianco      | Bianco      |

Come i precedenti modelli di iPhone, l'iPhone 5s utilizza il sistema operativo per dispositivi mobili iOS, sviluppato dalla stessa Apple, e introdotto sul mercato con iOS 7 nel settembre 2013.

iOS 7.0 su iPhone 5s

L'ultima versione di iOS compatibile è iOS 12, rispettando i 5 anni di update della versione iOS.

### Siri
Siri è l'assistente virtuale di Apple a cui l'utente può fare richieste e interagire con l'assistente. In iOS 11, Siri impara a conoscere l'utente e ad aiutarlo con le cose di tutti i giorni (ascoltare musica, scrivere, ecc.).
Per attivare Siri basta tenere premuto il tasto Home 2 secondi, il resto viene da solo.
Quando iPhone è collegato in carica Siri è in grado di riconoscere la tua voce e aiutarti senza cliccare tasti.

### Schermo
Lo schermo misura 4" e lo schermo a cristalli liquidi ha una risoluzione di 1136x640 pixel. La componentistica dello schermo tattile è implementata direttamente nello schermo (tecnologia In-Cell) e ciò ha permesso di ridurre lo spessore del telefono. Come per gli altri iPhone, il vetro dell'iPhone 5s è antigraffio, multi-touch e rivestito di un materiale oleorepellente a prova di impronte. La densità di pixel è di 326 ppi (pixel-per-inch o pixel per pollice). Come i modelli precedenti, l'iPhone 5s è dotato di un sensore di luce ambiente per regolare automaticamente la luminosità dello schermo.

### Audio
Il telefono supporta i seguenti formati audio:
- AAC (da 8 a 320 Kbps)
- Protected AAC (da iTunes Store)
- HE-AAC, MP3 (da 8 a 320 Kbps)
- MP3 VBR
- Audible (formati 2, 3, 4, Audible Enhanced Audio, AAX e AAX+)
- Apple Lossless
- AIFF
- WAV

### Tasti fisici
Così come l'iPhone 5, il telefono presenta un totale di cinque tasti fisici, tra cui il pulsante Home, a cui viene integrato il sensore capacitivo di impronte digitali Touch ID, sotto lo schermo che riporta al menu principale, i due pulsanti del volume, l'interruttore silenzioso/blocco rotazione, sullo stesso lato, e il pulsante accensione/standby, nella parte posteriore. Come appena accennato, questo iPhone dispone del Touch ID, in grado di riconoscere le impronte digitali come alternativa al codice di sblocco o all'inserimento di password in determinate applicazioni, che però ha scatenato non poche critiche sulla sua sicurezza con iOS 7.

### Video
L'iPhone 5s può effettuare registrazioni video a 1080p Full HD a 30 fps, True Tone flash, moviola 720p HD a 120 fps e video in time lapse. Inoltre viene migliorata la stabilizzazione video, lo scatto foto durante registrazione dei video, focus al tocco, riconoscimento dei volti, zoom 3x e il geotagging.

### Capacità
L'iPhone 5s era disponibile in tre varianti: 16, 32 e 64 GB (quest'ultima disponibile fino al 19 settembre 2014, con la messa in vendita dell'iPhone 6 e 6 Plus). I dati vengono memorizzati su una memoria flash integrata e non vi è possibilità di espansione. Il telefono utilizza il processore dual-core Apple A7 a 64 bit, affiancato da un coprocessore di movimento Apple M7 per ottimizzare i consumi. È dotato di 1 GB di RAM LPDDR3.

### Alimentazione
L'iPhone 5s contiene una batteria integrata ricaricabile agli ioni di litio. Le varie specifiche di durata ufficiali sono:
- autonomia in conversazione: fino a 10 ore su 3G;
- autonomia in standby: fino a 250 ore;
- utilizzo di internet: fino a 8 ore su 3G; fino a 8 ore su LTE; fino a 10 ore su Wi-Fi;
- riproduzione video: fino a 10 ore;
- riproduzione audio: fino a 40 ore.

Applicazioni
A partire da settembre 2022 Apple ha iniziato a rendere indisponibili tutte le applicazioni Google da App Store, cosa che ha comportato parecchi disagi agli utenti che ancora adesso utilizzano questo smartphone.

### App incluse
- Fotocamera
- Foto
- Salute
- Messaggi
- Telefono
- FaceTime
- Mail
- Musica
- Wallet
- Safari
- Mappe
- Calendario
- iTunes Store
- App Store
- Note
- Edicola
- Contatti
- iBooks
- Game Center
- Meteo
- Promemoria
- Orologio
- Video
- Borsa
- Calcolatrice
- Memo vocali
- Bussola
- Podcast
- Watch
- Suggerimenti
- iCloud Drive

### App gratuite di Apple
- iMovie (non più)
- Pages (non più)
- Keynote (non più)
- Numbers (non più)
- iTunes U
- GarageBand (non più)
- Apple Store
- Remote
- Trova il mio iPhone
- Trova i miei amici
- Dov’è (non più)

### Sicurezza
Come già accennato, l'iPhone 5s è il primo iPhone a montare un sensore di impronte digitali di tipo capacitivo. Il sensore, presentato col nome commerciale Touch ID, presenta uno spessore di 170 micron con una risoluzione di 500 PPI. È in grado di analizzare lo strato sotto-epidermico e dispone di una leggibilità a 360 gradi per poter riconoscere le impronte in qualsiasi posizione del dito. Si può usare sia per sbloccare il dispositivo che per autenticare operazioni di pagamento nell'App store e in programmi di acquisti online.
La chiave di sicurezza generata a partire dall'impronta digitale viene memorizzata solamente all'interno del chip A7.

## Controversie
L'iPhone 5s riscontra un relativo problema di vulnerabilità, dovuto all'introduzione del nuovo Touch ID. Come tutti i dispositivi biometrici di impronte digitali, il sistema può essere infatti bypassato, anche se questo richiede determinate competenze e costose attrezzature.

## Curiosità
In "Dream", uno degli spot pubblicitari rilasciati da Apple nell'agosto del 2014, figura il brano When I Grow Up di Jennifer O'Connor come colonna sonora.